# Endoleak
L'endoleak è la persistenza di sangue all'interno della sacca aneurismatica nonostante la presenza di una endoprotesi il cui fine è proprio quello di escludere l'aneurisma stesso dalla circolazione sanguigna sistemica.
Le diverse cause fanno classificare l'endoleak in più tipi:
- I: passaggio di sangue tra endoprotesi e sistema vascolare nativo, diviso in:
  - Ia (il passaggio avviene nella parte prossimale, "alta", dell'endoprotesi)
  - Ib (il passaggio avviene nella parte distale, "bassa", dell'endoprotesi);
- II: flusso retrogrado nell'aneurisma da branche arteriose collaterali (per un aneurisma addominale sottorenale, tali collaterali sono costituite da arterie lombari, arteria mesenterica inferiore e/o arteria sacrale media);.
- III: difetti di fabbrica o disconnessione dei moduli da cui è costituita l'endoprotesi;
- IV: stillicidio attraverso la porosità del graft;
- V: anche chiamato "endotension": non è un vero e proprio endoleak, in quanto non è visibile un chiaro spandimento ematico al di fuori della protesi, ma si è in presenza di continua espansione dell'aneurisma.

I tipi I e III sono definiti "ad alto flusso", per l'alto flusso di sangue che può uscire dalla circolazione sistemica ed andare all'interno della sacca aneurismatica, e sono quindi da trattare per via chirurgica od endovascolare.

Gli altri tipi invece, "a basso flusso", possono essere monitorati nel tempo con le metodiche di scelta (angio-TC e/o ecografia con mezzo di contrasto).